# Cartella (editoria)
La cartella è un'unità di misura usata in campo editoriale per indicare la pagina di testo dattiloscritta di dimensioni standard.

## Caratteristiche
Internamente le cartelle si misurano in righe di testo e battute. Ogni riga di testo può contenere generalmente dalle 60 alle 70 battute; per battuta si intende ogni tipo di carattere digitato (compresi i caratteri speciali e lo spazio tra una parola e l'altra). La battuta non è, come a volte erroneamente ritenuto, il testo relativo ad una parola ma è un singolo carattere digitato (ivi compreso il carattere "spazio").
Nelle applicazioni software di video scrittura le battute sono spesso identificate come "caratteri (spazi inclusi)".

## Tipologia
I tipi di cartelle più utilizzati sono:
- cartella editoriale: pagina composta di 1800 battute (30 righe per 60 battute)[1];
- cartella commerciale: pagina composta di 1500 battute (25 righe per 60 battute).

Per ricondursi ad altre unità di misura della lunghezza di un testo scritto, è necessario adoperare dei fattori di conversione. Ad esempio, se si stima che nella scrittura della lingua italiana la lunghezza media delle parole è di 6 caratteri, aggiungendo spazi e punteggiatura risulta che una cartella commerciale equivale all'incirca a 250 parole italiane (la lunghezza media delle parole varia molto da una lingua all'altra).